# Jack McConaghy
Jack McConaghy (Pennsylvania, 21 dicembre 1902 – San Diego, 13 ottobre 1977) è stato uno scenografo statunitense.
Ha ricevuto due volte la nomination ai Premi Oscar nella categoria migliore scenografia: nel 1946 e nel 1945.

## Filmografia parziale
- Il canto del deserto (The Desert Song), regia di Robert Florey (1943)
- Tra due mondi (Between Two Worlds), regia di Edward A. Blatt (1944)
- Duello a S. Antonio (San Antonio), regia di David Butler e, non accreditati, Robert Florey e Raoul Walsh (1945)
- Le tigri della Birmania (God Is My Co-Pilot), regia di Robert Florey (1945)
- Notte di bivacco (Cheyenne), regia di Raoul Walsh (1947)
- La storia del generale Houston (The First Texan), regia di Byron Haskin (1956)